# Eihō-ji

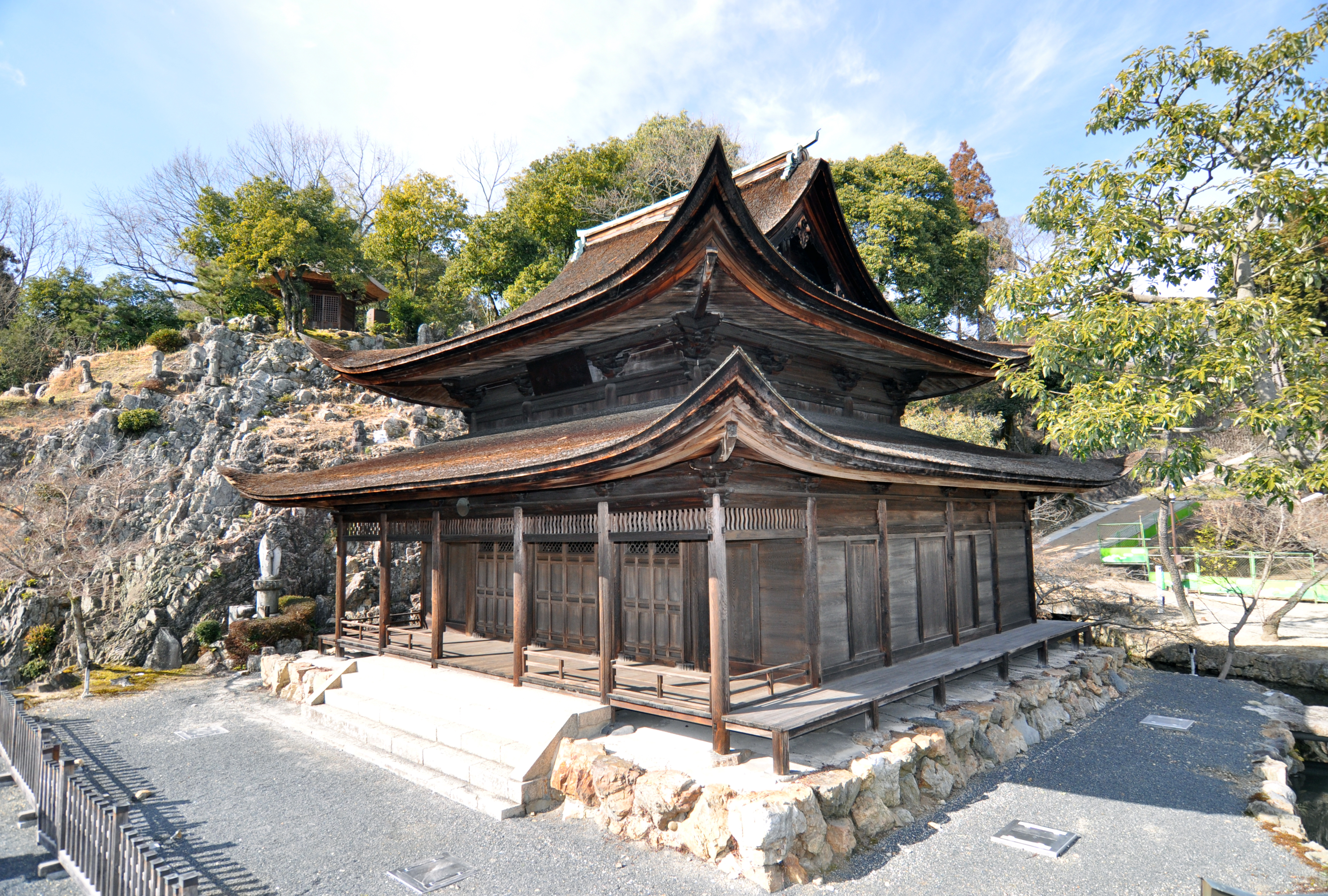
Eihō-ji: Kannon-dō

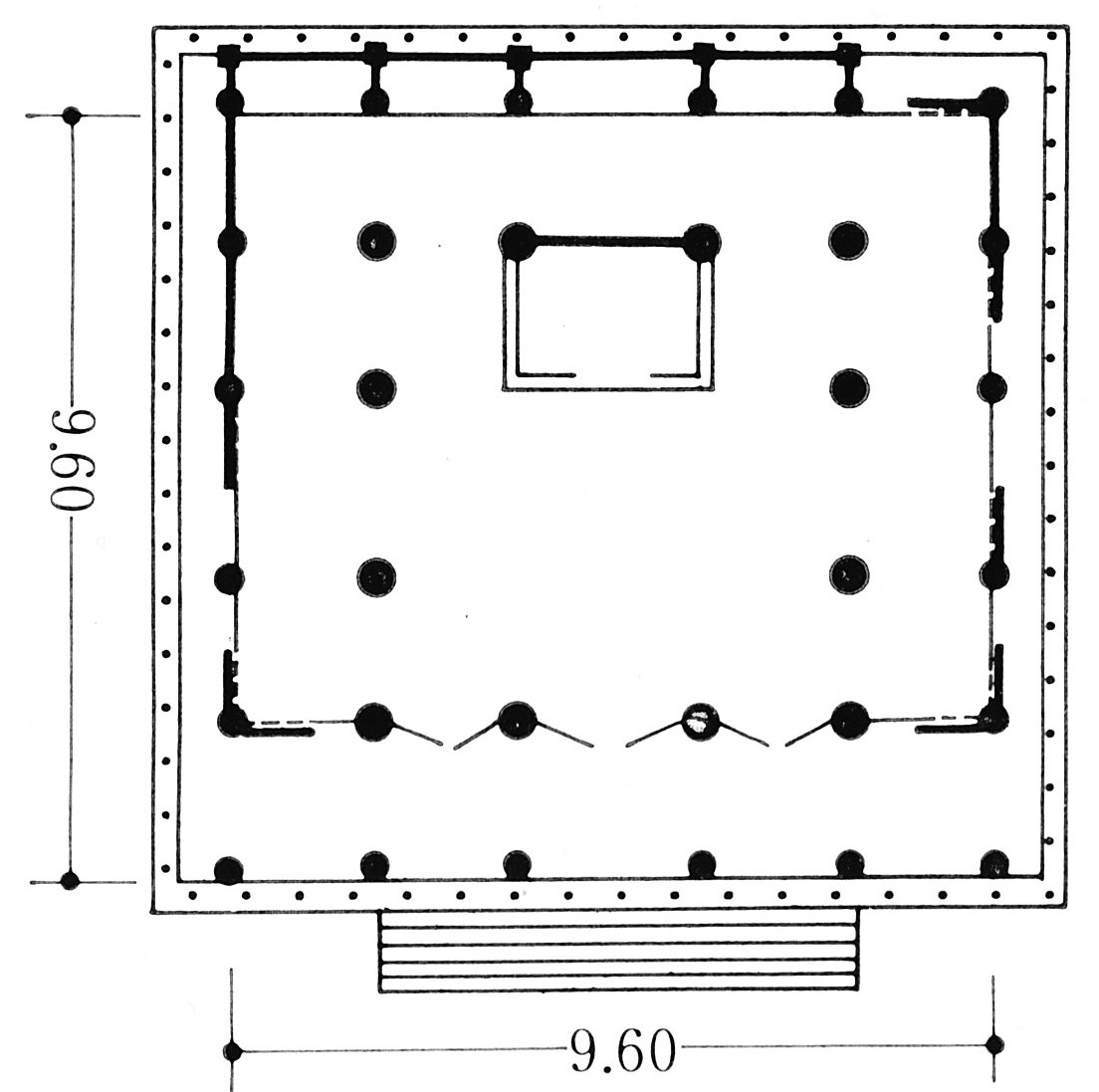
Plan des Kannon-dō

Der Eihō-ji (japanisch 永保寺) ist ein Tempel der Rinzai-Richtung des Buddhismus am Nordrand der Stadt Tajimi in der Präfektur Gifu.

## Geschichte
Im Jahr 1313 kam auf Einladung des Gouverneurs der Provinz Mino, Toki Yorisada (土岐 頼貞; 1271–1339), der Priester Musō Soseki hierher, begleitet von Priester Gen’ōhongen (元翁本元; 1282–1332) und anderen und baute sich, von der schönen Landschaft entzückt, eine Klause in den Bergen.
Diese wurde zum Ursprung des Eihō-ji, wobei der Gegend der berühmten Tigerschlucht in China am Berg Lu Shan (Provinz Jiangxi) ähnelte und die Anhöhe Tigerschlucht-Berg (虎渓山, Kokeizan) genannt wurde. Später wurde Genōhongen von Kaiser Go-Daigo beauftragt, einen Tempel anzulegen. Im Jahr 1339 wurde dieser Gebetstempel des Kaisers Kōmyō vom Nordhof und wurde in der Muromachi-Zeit von den Toki unterstützt. Zeitweilig war der Tempel von 30 Klausen umgeben, wurde dann aber in der Sengoku-Zeit von Soldaten dreimal angezündet und verlor dadurch den größten Teil seiner Gebäude. Von den Untertempeln sind heute nur noch das Hōju-in (保壽院), das Zokuhō-in (続芳院) und das Tokurin-in (徳院) erhalten geblieben.

## Die Anlage

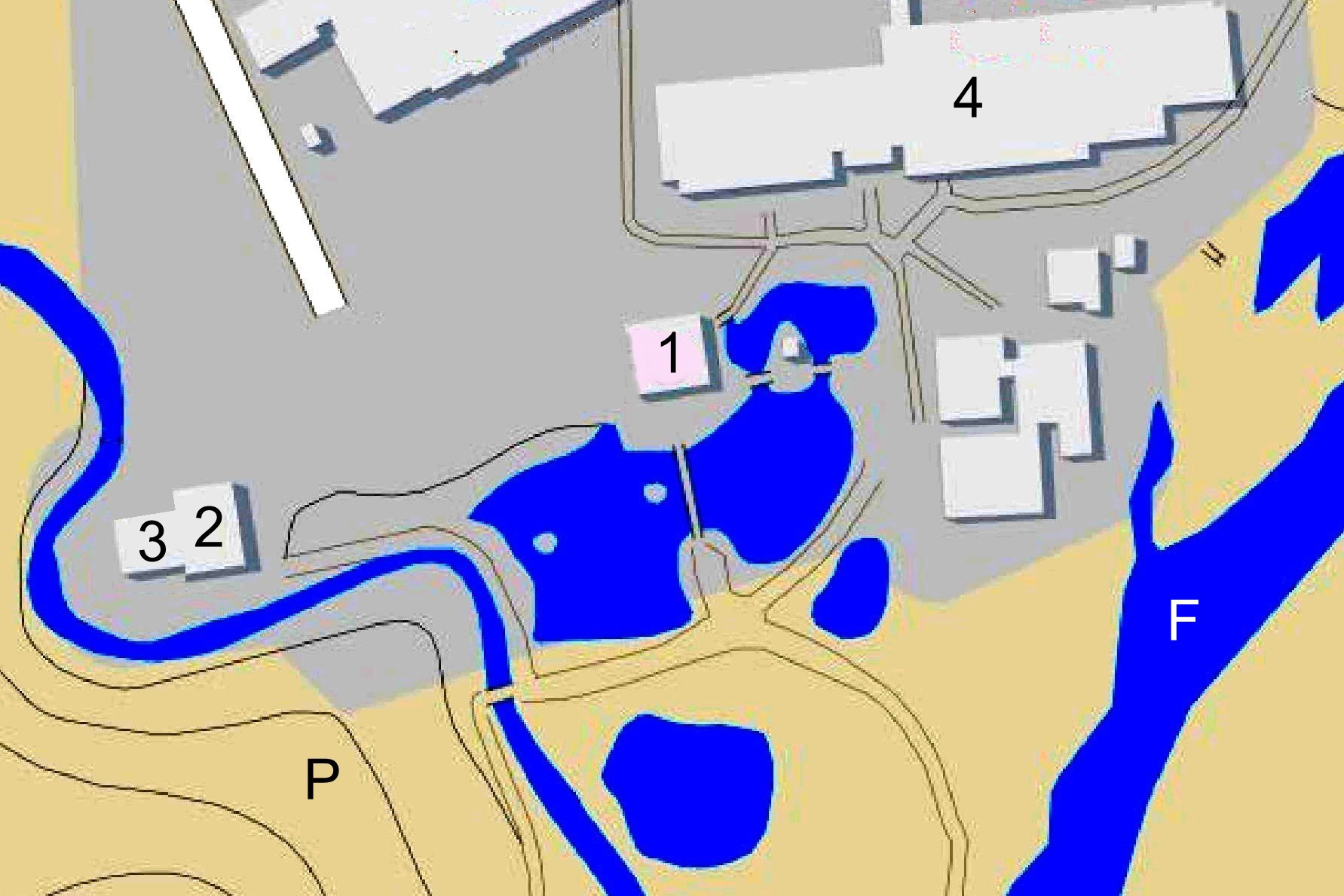
Die Tempelanlage

- Das Kannon-dō (観音堂; 1 im Plan) wird auch Kannon-kaku (観音閣) oder Suigetsujō (水月場) genannt, ist als Nationalschatz registriert. Nach den Musō-Jahresunterlagen (夢窓年譜, Musō nempu) wurde die kleine Halle 1314 gebaut, als Musō 40 Jahre alt war. Der Bau ist beispielhaft für den eklektizistischer Stil ist, nämlich die Verbindung des aus der Tang-Zeit übermittelten chinesischen Stils mit dem in Japan entwickelten Bau-Stil. In der Halle befindet sich, kastenförmig umschlossen, eine sitzende Kannon (Wichtiges Kulturgut der Präfektur).
- Die Gründerhalle (開山堂, Kaisan-dō; 2) befindet sich in der Nordwestecke des Gartens. Sie stammt aus dem Beginn der Muromachi-Zeit, ist ein klassisches Beispiel für die Architektur der Tang-Zeit und ist ebenfalls als Nationalschatz registriert. Vorne ist die Gebetshalle, dahinter eine kleine Halle nur für die Priester, die Shidō (祠堂: 3). Diese Doppel-Struktur kann als Vorläufer eines Typs von Shintō-Schreinen angesehen werden, sie wird dort „Gongen-Bauweise“ (権現造, Gongen-zukuri) genannt.
- Die Haupthalle (本堂, Hondō; 4) und das Refektorium brannten in einer Septembernacht 2003 auf Grund eines Feuers in der Nachbarschaft ab. Bei dem Brand, der Gebäude mit einer Fläche von 910 m² vernichtete, gingen auch einige Kultfiguren verloren. Die meisten Schätze waren aber getrennt in einem Schatzhaus untergebracht und blieben erhalten.

## Der Garten
Der Garten soll von Musō als Vorgarten zur Kannon-dō angelegt worden sein. Er ist als „Nationale schöne Naturansicht“ (国名勝, Kuni-meishō) registriert. Neben der Kannon-dō erhebt sich ein Felsen, der den Namen Bon’ongan (梵音巌) trägt. Der Teich vor der Kannon-dō heißt Garyu-ike, er wird von der Musai-Brücke (無際橋), etwa „Zeitlos-Brücke“, überquert.
Überquert man die kleine Brücke mit dem Namen Sanshō-Brücke über den Bach im Westen, so gelangt man in den Tigerschlucht-Park (虎渓公園; P). Von oben hat man einen schönen Blick auf Tajimi.

## Schätze des Tempels
Zu den Schätzen des Tempels gehört unter anderem eine Tausendarmige Kannon, auf Seide gemalt. Sie ist als Wichtiges Kulturgut registriert.

## Bilder

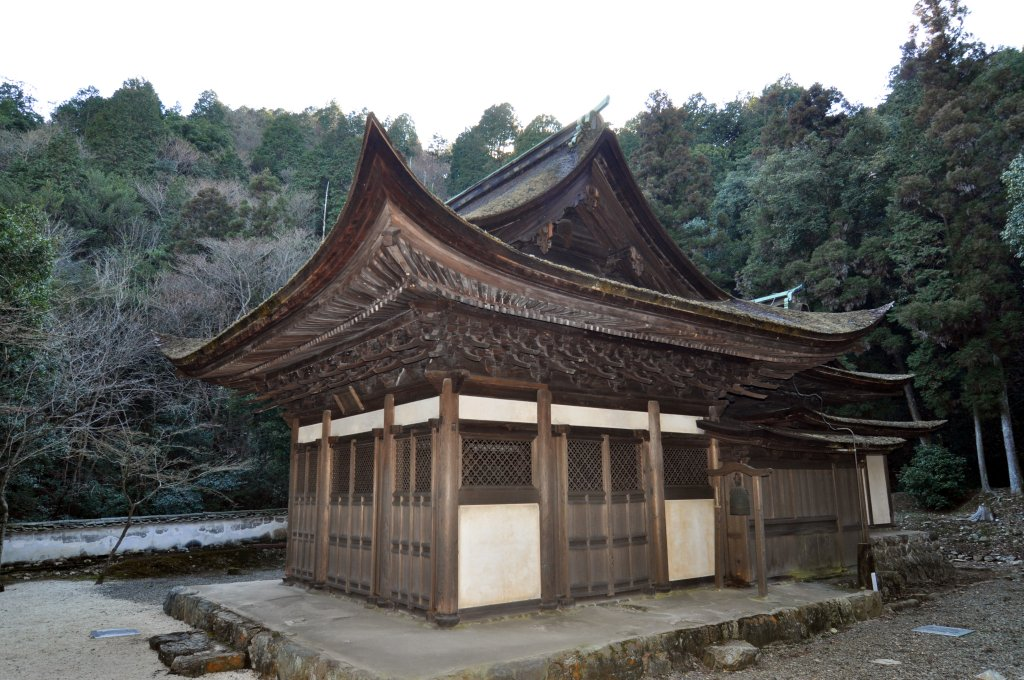
Kaisan-dō
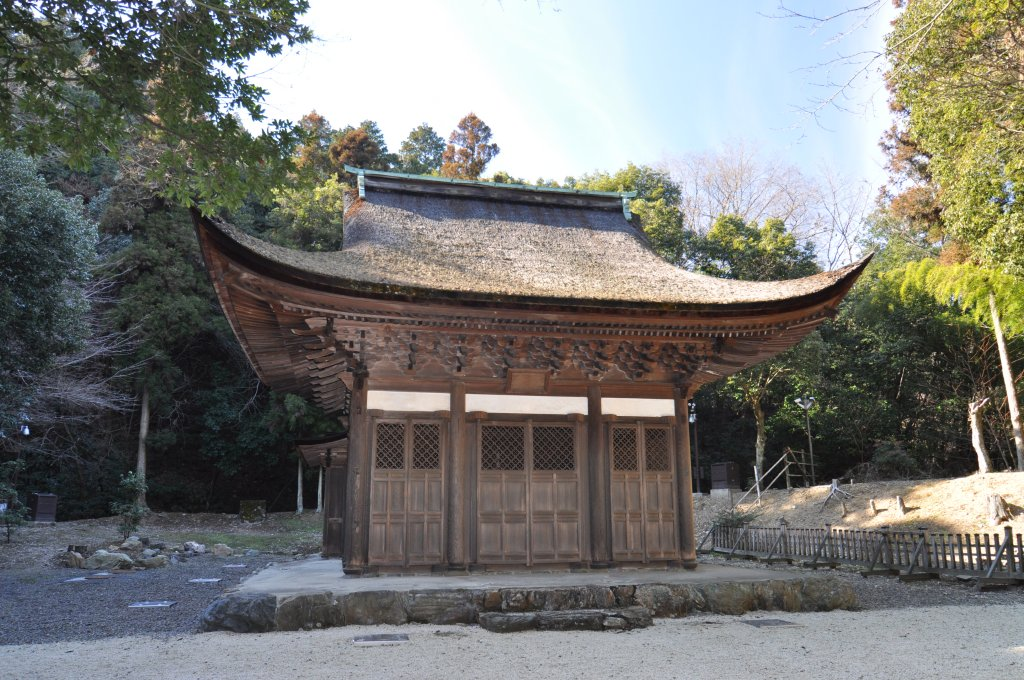
Kaisan-dō
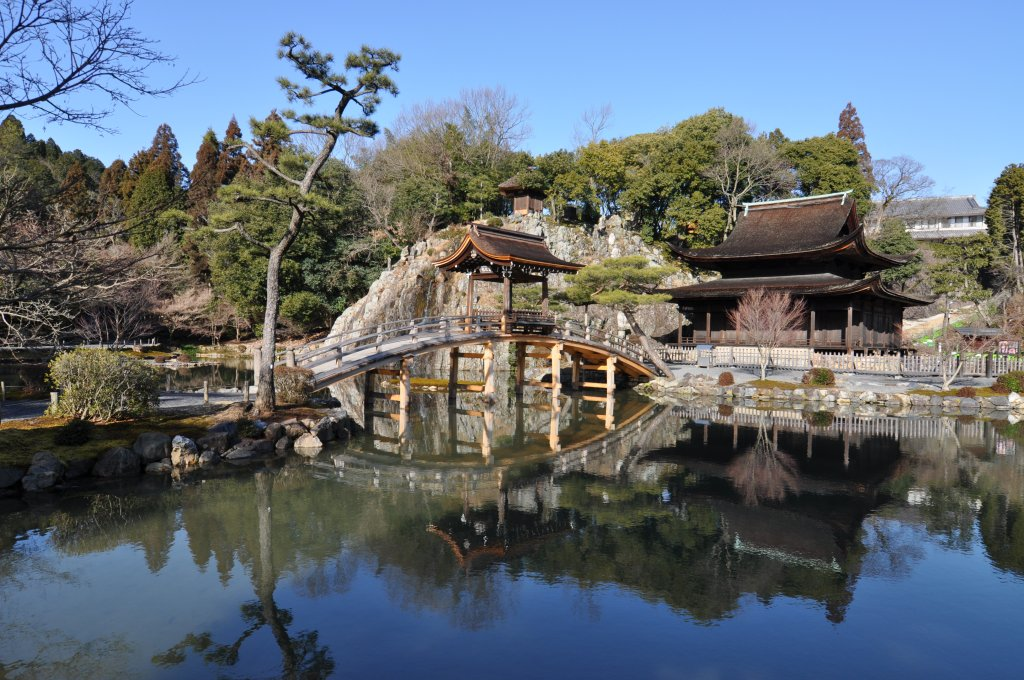
Garten mit der Musai-Brücke
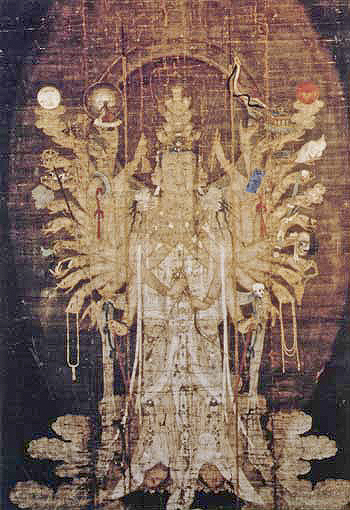
1000-armige Kannon
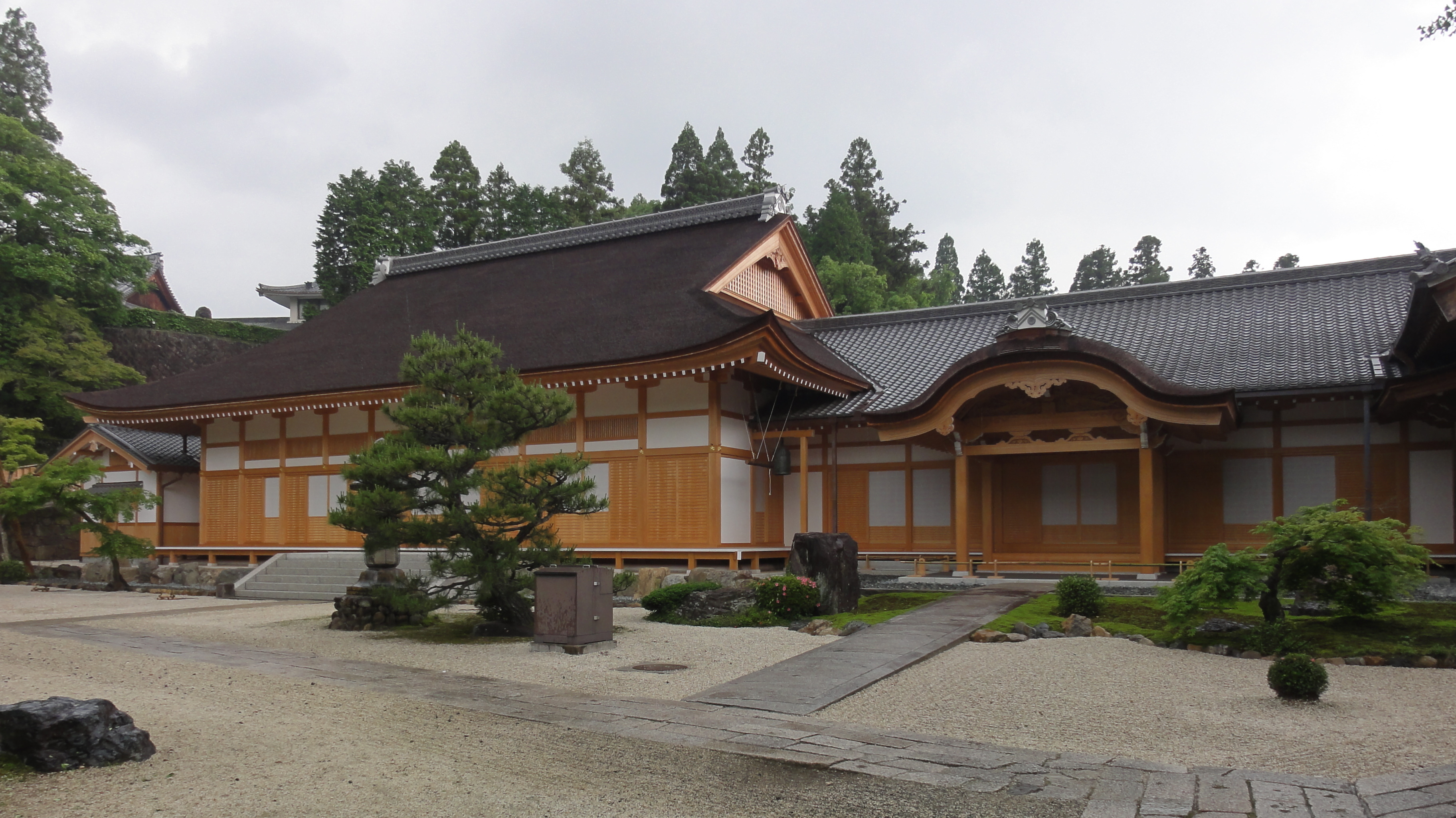
Die neue Haupthalle